# Amedeo Rigo
Amedeo Rigo (Udine, 29 agosto 1956) è un ex cestista italiano.

## Carriera
Ala-pivot, ha giocato in Serie A1 e Serie A2 debuttando con la Reyer Venezia in A2 nel 1975-76 (promozione in A1) e giocandovi anche l'anno successivo e nel 1978-79. Dal 1981-82 Ha giocato 3 stagioni nel Basket Mestre (2 in A1 e l'ultima in A2). Negli anni successivi ha giocato in altre squadre del veneziano, nelle serie minori (Full Mestre Spinea, altre). 
E laureato in Architettura e lasciata la carriera agonistica, lavora come architetto, libero professionista.
Nella sua carriera ha disputato 4 stagioni in Serie A1 (due a Venezia e due a Mestre) e 3 in A2.
È uno dei pochi giocatori ad aver indossato sia la maglia della Reyer Venezia, sia quella del Basket Mestre.